# Heber Leaños
Heber Edgar Leaños (Buenos Aires - Ezeiza; 10 de junio de 1990) es un futbolista argentino nacionalizado boliviano. Juega como lateral izquierdo o extremo izquierdo. Actualmente milita en Independiente Petrolero de la Primera División de Bolivia.

## Trayectoria
Heber Leaños se formó como jugador en las divisiones inferiores de Huracán de Parque patricios y debutó en El Porvenir a sus 17 años el 18 de abril del 2008 para luego vestir la camiseta de Sportivo Barracas, Victoriano Arenas y San Martín de Burzaco, en donde dejó un gran recuerdo. Luego, partió rumbo a la experiencia de jugar en el fútbol boliviano, con Real Santa Cruz primero, Real Potosí, San José de Oruro, Bolívar, Guabira y actualmente Independiente Petrolero.

## Clubes
| Club                    | País      | Año               |
| ----------------------- | --------- | ----------------- |
| El Porvenir             | Argentina | 2008 - 2011       |
| San Martín de Burzaco   | Argentina | 2012 - 2013       |
| Sportivo Barracas       | Argentina | 2013              |
| C. A. Victoriano Arenas | Argentina | 2014              |
| Real Santa Cruz         | Bolivia   | 2015              |
| Real Potosí             | Bolivia   | 2016 - 2017       |
| San José                | Bolivia   | 2017 - 2018       |
| Bolívar                 | Bolivia   | 2019              |
| Guabirá                 | Bolivia   | 2020 - 2021       |
| San Martín de Burzaco   | Argentina | 2022              |
| Independiente Petrolero | Bolivia   | 2022              |
| Nacional Potosí         | Bolivia   | 2023 - 2024       |
| Independiente Petrolero | Bolivia   | 2025 - Actualidad |

## Palmarés

### Títulos nacionales
| Título           | Club     | País    | Año           |
| ---------------- | -------- | ------- | ------------- |
| Primera División | San José | Bolivia | Clausura 2018 |
| Primera División | Bolívar  | Bolivia | Apertura 2019 |